# Cryptogonimus chyli
Cryptogonimus chyli är en plattmaskart. Cryptogonimus chyli ingår i släktet Cryptogonimus och familjen Cryptogonimidae. Inga underarter finns listade i Catalogue of Life.